# Stazione di Hatabu
La stazione di Hatabu (幡生?, Hatabu-eki) è una stazione ferroviaria situata nella città di Shimonoseki, nella prefettura di Yamaguchi in Giappone. Si trova lungo la linea principale Sanyō della JR West ed è il capolinea ferroviario della Linea principale San'in, che passando lungo il mar del Giappone raggiunge Kyoto
.

## Linee e servizi
JR West
■ Linea principale Sanyō
■ Linea principale San'in

## Caratteristiche
La stazione è dotata di due marciapiedi a isola con quattro binari in superficie passanti. Il fabbricato viaggiatori si trova sopra il piano del ferro.
| 1 | ■ Linea principale Sanyō  | per Shimonoseki          |
| 2 | ■ Linea principale San'in | per Shimonoseki          |
| 3 | ■ Linea principale San'in | per Kogushi e Nagato     |
| 4 | ■ Linea principale Sanyō  | per Asa e Shin-Yamaguchi |

## Stazioni adiacenti
| «                       | Servizio               | »                      |
| Linea principale Sanyō  | Linea principale Sanyō | Linea principale Sanyō |
| ----------------------- | ---------------------- | ---------------------- |
| Shin-Shimonoseki        | -                      | Shimonoseki            |
| Linea principale San'in |                        |                        |
| Ayaragi                 | -                      | Shimonoseki            |